# Alice im Spiegelland (1998)
Alice im Spiegelland (englischer Originaltitel Alice through the Looking Glass) ist ein britischer Fernsehfilm, der das Kinderbuch Alice hinter den Spiegeln mit Kate Beckinsale in der Titelrolle adaptiert.
Er wurde 1998 bei Channel 4 ausgestrahlt und 2005 auf DVD veröffentlicht.

## Handlung
Eine Mutter liest ihrer Tochter (beide namens Alice) in deren Bett zum Einschlafen aus Alice hinter den Spiegeln, aber ist selbst bereits zu müde für mehr als ein kurzes Stück. Über das Spiegelhaus kommentiert das Mädchen, sie habe das Zimmer bereits in ihrem eigenen Spiegel gesehen. Die Mutter sieht darin zunächst nur das Spiegelbild des Zimmers, dann plötzlich ein anderes. Als sie den Spiegel berührt, landet sie auf der anderen Seite, dort das Kleid der Buchfigur Alice tragend. In dem anderen Zimmer will sie, beginnend mit einem Schachspiel, aufräumen und sieht, dass die Weiße Königin und der Weiße König am Teppich entlang spazieren, die sie nacheinander auf einen Tisch stellt. Aus einem Gedichtbuch liest sie den Anfang von „Brabbelback“, das sie aber als schwer zu verstehen befindet, und beschließt, in den Garten zu gehen.
Auf dem Weg zu einem Hügel sprechen die Blumen eines Beetes, darunter eine Tiger-Lilie, mit ihr. Dann erscheint die Rote Königin und geleitet sie auf den Hügel, wo Alice erkennt, dass die Landschaft wie ein riesiges Schachbrett gestaltet ist. Die Felder sind durch Hecken und Bäche getrennt. Um mitzuspielen, wird sie zum weißen Damenbauer gemacht. Die rote Königin erklärt ihr, dass sie als Bauer auf dem zweiten Feld steht und auf dem achten zur Königin wird, im ersten Zug zwei Felder gehen darf, das vierte Feld Tweedle-Dee und Tweedle-Dum und das sechste Humpty Dumpty gehört, auf dem siebten ihr ein Ritter den Weg weist und sie auf dem achten zusammen feiern werden. Die rote Königin verschwindet daraufhin.
Beim Übertreten der Grenze zum dritten Feld landet Alice in einem Zug. Der Schaffner bittet um die Fahrkarten, aber Alice hat keine und wird von einem Insekt mit Witzen genervt. Der Zug bringt sie zu einem Baum in einem Wald, wo die Mücke ihr die Schaukelpferdfliege und die Butterbrotfliege zeigt. Alice geht weiter durch den Wald zum vierten Feld und trifft auf Tweedle-Dee und Tweedle-Dum. Diese rezitieren das Gedicht „Das Walroß und der Zimmermann“. Alice befindet letztlich, dass beide Figuren unsympathisch seien. Nachdem sie geendet haben, führen sie Alice zu dem schlafenden Roten König, der laut ihnen von Alice träumen würde. Sie besteht aber darauf, dass sie echt ist. Als sie eine Klapper am Boden findet, wollen die Zwillinge gegeneinander kämpfen und dass Alice ihnen helfe, die Rüstungen anzuziehen. Während aber eine Krähe vom Himmel droht, sie anzugreifen, zieht Alice weiter zum nächsten Feld.
Dort betritt sie ein Haus, in dem sie auf die Weiße Königin trifft, die Probleme hat, ihren Schal anzuziehen, und sich rückwärts lebend an ihre Zukunft erinnert. Alice folgt ihr in den nächsten Raum, einem Laden, und kauft dort ein Ei. Dieses schwebt aber vor ihr davon und Alice landet wieder im Wald beim sechsten Feld. Dort sitzt das Ei Humpty Dumpty auf einer schmalen, turmhohen Mauer. Alice gibt ihm als ihr Alter 7½ Jahre an und fragt ihn nach dem Gedicht des Brabbelback, das er darauf rezitiert. Er erklärt ihr Wörter wie „verdaustig“ und „glass“ als Kofferwörter. Während sie weggeht, fällt Humpty Dumpty herunter und zerbricht; die Roten Ritter eilen zu ihm. Alice trifft als Nächstes auf den Weißen König, der auf seine Boten wartet. Von der Seite kommt sein Bote Haia, der Schatten eines Hasen, und der König erklärt, dass er zwei Boten hat, einen zum Kommen und einen zum Gehen. Er berichtet, dass der Löwe und das Einhorn um seine Krone kämpfen.
Alice trennt sich von den beiden und betritt das siebte Feld. Dort erscheint sogleich der Rote Ritter und erklärt sie zu seiner Gefangenen, aber der Weiße Ritter geht dazwischen. Vom Rande aus beobachtet Alice den Kampf der beiden. Nach diesem zieht der rote Ritter davon; der weiße verbleibt und verspricht, Alice zum nächsten Feld zu helfen. Auf dem Weg dorthin fällt er immer wieder vom Pferd. Bevor sich ihre Wege trennen, will er ihr eine Geschichte erzählen, die lautet „Das kleine Tal“ und von einer Begegnung des Ritters mit einem alten Mann handelt. Danach reitet er davon und Alice geht zum letzten Steg, um Königin zu werden. Aber als sie Jammern hört, geht sie, statt den Steg zu überqueren, zur Wespe, die über ihre mit einem Hut verdeckte Perücke klagt. Nach einem Gespräch geht sie endlich zum achten Feld. Dort schaukelt sie, eine Krone aus Gräsern tragend, neben der weißen und der roten Königin, die sich gegenseitig zu Alices Festkabinett einladen. Sie stellen Alice Mathe- und Sprachrätsel, bis sie müde werden und an ihrer Seite einschlafen. Alice geht weiter zum Tor ihres Schlosses, das innen dunkel ist, und gelangt zum Festsaal, wo die Königinnen und die anderen Figuren bereits an der Tafel sitzen. Die Rote Königin stellt Alice den Speisen vor, die dann aber nichts verspeisen darf, dem sie vorgestellt wurde. Nach einem Toast auf sie verfällt das Fest in Chaos.
Als sie schließlich „Mama“-Rufe hört, wacht die Mutter wieder im Zimmer ihrer Tochter auf. Sie deckt diese zu und verlässt das Zimmer. Das Mädchen aber liest unter ihrer Decke das Epilog-Gedicht, begleitet von einer Voice-Over-Rezitation der Mutter.

## Hintergrund und Inhalt
Neben Alice im Wunderland, der 1999 beim NBC erschien und das Vorgängerbuch Alice im Wunderland mit Elementen von Alice hinter den Spiegeln verfilmt, ist Alice im Spiegelland für Channel 4 aus 1998 eine der beiden großen Fernsehproduktionen des Alice-Stoffes aus den späten 1990ern.
Abgesehen von der Wendung, dass eine Erwachsene und Mutter durch den Spiegel geht, mit dem dadurch geänderten Anfang und Ende, folgt der Film dem literarischen Text sehr getreu, indem nur Dialoge aus dem Buch gesprochen und die enthaltenen Gedichte rezitiert werden. Es ist die erste Adaption, die sogar das von Lewis Carroll weggelassene Kapitel „Die Wespe und die Perücke“ einbaut. Nur in zwei Sequenzen wiederum sind Stellen ausgelassen. („Der Löwe und das Einhorn“ werden nur angesprochen, treten nicht direkt auf; der Laden verwandelt sich nicht in ein Ruderboot.) Ein hinzugefügtes Stilelement, ist, dass Alices Frisur in jeder Sequenz anders gestylt und dekoriert ist, manchmal auf sehr alberne Weise.

## Synchronisation
- Maud Ackermann: Alice
- Wolfgang Völz: Weißer König
- Charles Rettinghaus: Mücke
- Hans-Werner Bussinger: Tweedle-Dum
- Stefan Krause: Tweedle-Dee
- Erich Räuker: Roter Ritter
- Hermann Ebeling: Weißer Ritter
- Klaus Jepsen: Wespe

## Rezeption
Zoe Jacques und Eugene Giddens befanden in ihrem Sachwerk über die Alice-Bücher, Alice im Spiegelland sei dank eines starken Gespür dafür, dass Alice bei ihren Abenteuern Spaß hat, ein erfreulicher Film, abgezielt auf Kinder. Dieser Bestimmung der Zielgruppe entgegen schreibt Sonya Sawyer Fritz: „Der Film scheint sich weniger damit zu befassen, den Text zu adaptieren, um die Aufmerksamkeit von zuschauenden Kindern auf sich zu ziehen, und mehr damit, Carroll’s Text fast wörtlich zu bewahren. […] Er scheint anzustreben, die definitive Filmadaption von Alice hinter den Spiegeln zu sein. […] Es ist genau dieser Erfolg darin, die zusammenhanglosen Sequenzen des Textes perfekt zu kopieren, der […] nahelegt, dass die Strategie von Alice im Spiegelland nicht auf ein Kinderpublikum abzielt. […] Der Film spricht zu denjenigen, die das Buch kennen und lieben, und […] es ist klar, dass dieses bestimmte Publikum eher erwachsen ist, auch wenn der Film als für Kinder präsentiert und vermarktet wurde. Auch die Darstellung von Alice als erwachsene Frau, die eine Geschichte, die sie selbst bereits gelesen hat, wieder erlebt, trägt zu dem Gefühl von Nostalgie für die Vergangenheit bei.“